# Girolamo Borsieri
Girolamo Borsieri (Como, battezzato il 3 marzo 1588 – Como, 8 luglio 1629) è stato un poeta, scrittore e presbitero italiano.
Compose madrigali, il dramma pastorale L'amorosa prudenza (1610) e sei libri di Scherzi (1612) in poesia. In seguito si dedicò a scrivere numerosi trattati su vari argomenti, specie di carattere storico, filologico e teologico.